# Rutland, Iowa
Rutland är en ort i Humboldt County i delstaten Iowa, USA.